# نادي فاراجدين (2012)
نادي فاراجدين (بالإنجليزية: NK Varaždin)‏ هو فريق كرة قدم من مدينة فاراجدين في كرواتيا، أُسس بتاريخ 2012، يلعب في الدوري الكرواتي الممتاز.